# ジュゼッペ・マッツァンティ
ジュゼッペ・マッツァンティ（Giuseppe Mazzanti 1983年4月5日）はアメリカ合衆国の野球選手。ポジションは内野手。右投両打。以前はマイナーリーグでプレーしていたが、現在はイタリアンベースボールリーグのネットゥーノ・ベースボールクラブに所属している。

## 経歴
1999年、セリエAのネットゥーノ・ベースボールクラブに16歳で入団。
2002年にシアトル・マリナーズに入団し、ルーキー級のアリゾナリーグ・マリナーズでプレーしたが1年で退団した。
2003年、ネットゥーノに復帰。
2004年にはアテネオリンピックのイタリア代表に選出された。
2007年、リーグMVPを獲得。2008年にも、2年連続となるリーグMVPを獲得した。
2009年、2009 ワールド・ベースボール・クラシックのイタリア代表に選出された。